# Elaphria ipsidomo
Elaphria ipsidomo là một loài bướm đêm trong họ Noctuidae.